# 若草のシャルロット
『若草のシャルロット』（わかくさのシャルロット）は、1977年10月29日から1978年5月27日までテレビ朝日系列局で放送されていたテレビアニメである。日本アニメーションと朝日放送の共同製作。全30話。放送時間は毎週土曜 19:00 - 19:30 （日本標準時）。
日本アニメーションによる少女向けアニメ路線の第1作。
東映動画（現・東映アニメーション）出身で『魔法のマコちゃん』などを手掛けた高橋信也がキャラクターデザインを務めており、日本アニメーションの他作品とは異なる印象を与えている。
当初は全26話の予定だったが、主人公・シャルロットの飼うハムスター「スピカ」のぬいぐるみ（ポピーから発売）の売れ行きが好調だったこともあり、全30話に延長された。ただし『TVアニメ25年史』によれば、少女アニメ路線は短命に終わったとしている。また、同誌は『大草原の小さな家』や『小公子』との類似性を指摘しているが、特に原作は明示されていない。

## あらすじ
カナダのケベック州にある開拓牧場の一人娘・シャルロットは、父・アンドレや牧場の動物たちと平穏に暮らしていた。しかし彼女が12歳の誕生日を迎えると、アンドレは母・シモーヌが生きていること、そして自身はフランス大貴族・モントバーン家の跡取りであったが、身分を嫌ってカナダへ渡ってきたという秘密を打ち明ける。
アンドレはシモーヌをフランスから呼び戻そうとしたが、その矢先に事故死してしまう。父亡き後、シャルロットは牧場を乗っ取ろうとする人の陰謀にも負けず、けなげに生きていく。
やがて、母と祖父に会うためフランスへ向かう。謎の少年・ナイトをはじめ人々の蔭からの支えにより、母との再会を果たす。メイフラワーが咲き誇る5月に、シャルロットは自分の幸せをかみしめると同時に、父が亡くなってからのこれまでの苦労を思い出しながら、助けてくれた人たちへの感謝の気持ちで胸が一杯になる。

## 登場人物

### 主要登場人物
シャルロット・モントバーン
声 - 横沢啓子
本作の主人公。通称、シャル。おてんばな少女。心は優しくお節介好きで、村の人から愛されている。
12歳の誕生日に父から病死したはずの母が生きているという秘密を知らされる。その後は父の死、牧場の存続をめぐる争い、パリでの母・シモーヌや祖父・モントバーン侯爵との出会いなど波乱万丈な生活を送るが、母シモーヌやナイト、村の人の助けを得て父の牧場を守るため健気に生きていく。
アンドレ・モントバーン
声 - 村越伊知郎（少年期：小宮和枝）
シャルロットの父。フランス貴族のモントバーン家の跡取りだが、高貴な身分を嫌ってカナダに移住した。村の人に愛され、1人で牧場を作り上げる。物語冒頭でシャルロットに秘密を告白し、妻シモーヌを迎えて3人で暮らすことを決意するが、妻を迎えに向かう最中に事故死する。
シモーヌ・モントバーン
声 - 坪井章子
シャルロットの母。モントバーン家に出入りする洋服商の出。
アンドレとの結婚に反対していた侯爵によってモントバーン家を追い出され行方不明となっていたが、その12年後にアンドレとシャルロットがカナダの牧場に住んでいることを突き止め、移住を決意する。しかし、カナダへ渡る船で事故に遭い、再び行方不明となるが、ナイトや大勢の人たちの協力によりシャルとの再会を果たす。
ナイト
声 - 納谷六朗
シャルロットの前に現れ、危機を救い、突然消える謎の青年。ナイトという名前は仮称。物語中盤で正体やシャル達に献身的になっている理由が明らかになる。
アンドレ牧場から数十kmのところにある牧場で働いていたが、シャルがアンドレ牧場へ戻ったことでナイトとしての役目を終え、婚約者と共にフランスへ旅に出る。
サンディー
声 - 安原義人
シャルロットの幼馴染の青年。親のない孤児で、メルビルに引き取られる。メルビルの仕事を手伝いながら、シャルの良き友人として何かと力になってくれる。
幼少期からお転婆なシャル以外の女の子と縁がないため女性に弱い面を持っており、マリーに騙されてシャルの秘密を話してしまう。村長に当選したメルビルのため、留学を兼ねてモントバーン侯爵と共にフランスへ旅に出る。
※EDのクレジットでは「サンデー」と表記されている。
モントバーン侯爵
声 - 宮内幸平
シャルロットの祖父。非常に頑固な性格で、目的のためには手段を択ばず、どんな方法を使っても私欲を通そうとする。
アンドレが洋服職人の出であるシモーヌと結婚することに反対の立場を取っており、シモーヌをモントバーン家から追い出す。しかし、アンドレがカナダへ発った後も息子アンドレを愛する気持ちは失わなかった。
シャルロットを無理にフランスへ連れ出し、18歳になるまで一緒に暮らすことを命じるが、シャルロットと話すうちに心変わりし、すぐにシャルロットをカナダへ帰す。

### カナダの人々

#### シャルの住む村
メルビル
声 - 永井一郎
サンディの親代わりの老人。生業は鍛冶屋で、趣味は星を見ること。
作品終盤で当て馬として村長選に出馬し、当選する。最初は村長への就任を嫌がり一時失踪するが、ある出来事をきっかけに気が変わり、結果的に村長を引き受ける。
ガースン
声 - 加藤修
シャルロットの牧場で雇われている農夫。ゴードンの同調者で、アンドレ牧場を乗っ取ろうと企む。
ベッキー
声 - 島木綿子
ガースンの妻。いつまでも自分の農場を持たないガースンに不満を持っている。雇われている身ではあるが、シャルロットにも一切怯まず、逆に冷たく当たる。
ベラ
声 - 鈴木れい子
ガースンの娘。シャルと同じくらいの年。シャルロットを嫌っており、ナイトからの手紙を破るなど、シャルへ度々嫌がらせをする。
キャシー
声 - 黒須薫
ガースンの娘で、ベラの妹。まだ幼いが、両親や姉と異なり、シャルロットと親しい。サミーと協力して、焼き払われそうになったシャルの家を守った。
サミー
声 - 小宮和枝
ゴードンの息子。父とは異なり優しい性格。
シャルロットの友人で、権力を行使して嫌がらせをする父に不満を持っている。第26話では、自分自身を人質にしてシャルの家の取り壊しを阻止した。
ゴードン
声 - 村松康雄
サミーの父で、シャルロットらの暮らす村の実力者。大半の村民はゴードンに逆らえないが、自分の言いなりにならないアンドレを毛嫌いしており、アンドレの亡き後は権力を利用してあの手この手でアンドレ牧場を乗っ取ろうとする。
強引な性格から村の人にはあまり愛されておらず、村長選に立候補するも3票差でメルビルに敗れる。
ゴードン夫人
声 - 峰あつ子
サミーの母。ゴードンと同様にケチで強欲。戸棚の奥に大金をへそくりしている。
ケティー
声 - 三田ゆう子
シャルロットと親しい小さな女の子。
ジム
声 - 松岡洋子
シャルロットと親しい小さな男の子。
ボブソン
声 - 宮内幸平
村に住む医者。
オンボロ自動車で往診へ行く。ゴードンの手回しにより人手不足に陥ったアンドレ牧場のため神父と共に手伝いに来てくれる。シモーヌに、新しい村長を決める選挙に出馬するよう頼んだ。
ジャクソン
声 - 増岡弘
村の食料品店を営むおじさん。村での生活に必要なものは何でもそろっていると評判。
ヤング
声 - 山田俊司
いつも村に郵便を届ける郵便屋。
神父
声 - 上田敏也
村にある教会の神父。シャルの理解者の1人で、ボブソンとともにアンドレ牧場の手助けをしてくれる。
カウボーイ
声 - 小野田英一、岡田道郎
ゴードンの手下のカウボーイたち。ゴードンの命令は力づくでも成し遂げようとする。

#### ケベックの町
シャルの村からは馬車で片道3時間程かかる。
ジャン
声 - 上田敏也
アンドレがパリからフランスへ渡る際に同じ船に乗っていたおじさんで、それ以来アンドレの友人。昔牧場の仕事をしていた。
ケベックの病院でシャルの名前を呼んでいる夫人がいると、シャルロットに知らせてくれる。
数日後、シャルは父が亡くなったアンドレ牧場の運営を手伝ってもらおうと思いジャンのアパートを訪ねるが、家賃を滞納し姿を消した後だった。その後プリンス・エドワード島へ渡り波止場で働く際中、密貿易をしていた集団が難破した船に乗っていた女性を助けたという噂を聞き、シャルに知らせてくる。
支配人
声 - 加藤正之
アンドレが亡くなる前、シモーヌとの再会祝いに予約していたケベックの高級ホテル「シャトー・フロント・ナックホテル」の支配人。
シャルの事情を知り、親切に対応してくれる。ゴードンに手を回されて牛乳の売り手に困っていたシャルのために、アンドレ牧場の牛乳をホテルで買ってくれるが、それを知ったマリーに妨害されてしまう。
馭者
声 - 水鳥鉄夫(EDのクレジットでは水島鉄夫と誤表記されている)
シャトー・フロント・ナックホテルの送迎馬車の馭者。アンドレの予約で牧場まで迎えに来た。
老婆
声 - 麻生美代子
ケベックの広場でエビ売りをしている親切なおばあさん。ナイトを待つため雪まつりの日までケベックに残りたいと言うシャルを1か月間自分の家で預かってくれる。
ニーナ
ケベックの病院でシャルが自分の母親と間違えて看病した女性。その縁でシャルと親しくなり、クリスマスに親子でアンドレ牧場へ遊びに来る。
シャーロック
ニーナの息子。シャルロットと同じく「シャル」と呼ばれている。ニーナを看病してくれたシャルロットに感謝している。

#### その他
トムソン
声 - 水鳥鉄夫
シャルの村から少し離れたところにある牧場を持っているおじいさん。ゴードンからの借金を返せずアンドレ牧場を追い出されたシャルの動物たちを預かってくれる。
マルロー
声 - 矢田稔
シャルロットが自分の娘だと言って現れたおじいさん。
昔牧場主の家族であったが、9番目の子供が生まれてすぐ妻が亡くなり、牧場を取り上げられてしまったため、やむなくその子をフランスへ養子に出した。そのことを強く悔やみ、一目自分の娘に会いたいとやつれながらも少ない手がかりの中娘を探し続けていた。そのような中、フランスの貴族が運営している牧場があり、そこに娘と同じ年くらいの少女がいるという情報を聞きつけ、シャルの村へやってきた。

### パリの人々

#### モントバーン家
アルベール・モントバーン
声 - 村越伊知郎
アンドレの従弟。容姿がアンドレと似ており、ケベックで初めて会ったときはシャルも間違えた。シモーヌがフランスにいると騙し、シャルロットを牧場から連れ出す。
強欲で、ミレーヌと共謀してモントバーン家の財産を狙う。馬小屋に放火し、シャルに罪を擦り付けようとするが、侯爵に気づかれてしまい、ミレーヌと共にモントバーン家を追い出される。そのことでシャルを逆恨みし、モロー家に取り入りマリーやミレーヌとパリへ渡りシャルに嫌がらせをする。
ミレーヌ
声 - 弥永和子
アンドレの元婚約者。侯爵の命令でシャルロットの母の名を騙るが、すぐシャルに見抜かれる。
12年前、アンドレを自分のもとから奪ったとしてシモーヌを恨み、アルベールと共に侯爵を言葉巧みに騙してシモーヌをモントバーン家から追い出した。
執事
声 - 山田俊司
モントバーン家の執事。侯爵に忠実。シャルがカナダへ帰って気落ちした様子を見かね、知り合いの小説家に相談する。
ソニヤ
声 - 黒須薫
モントバーン家の住み込みのメイド。シャルと同じくらいの年だが、母親と4人の弟妹の生活費を稼ぐため働いている。シャルがパリに住んでいる間はシャル専属のメイドであった。
牧童頭
声 - 稲葉実
モントバーン家の屋敷の牧童頭。
馭者
声 - 村松康雄
モントバーン家のお抱え馭者。
女中頭
声 - 山田礼子
モントバーン家の屋敷の女中頭。モントバーン家に仕えてから長く、アンドレやシモーヌの事も良く知っている。
ミレーユがシモーヌに成りすましていることも知っていたが、侯爵には逆らえず真実を伝えられなかった。

#### その他
馭者
声 - 滝雅也
シモーヌがパリで姉の家へ行くために雇った馬車の馭者。
医者
声 - 村松康雄
シャルロットとルイがカナダへ逃げる途中でルイを診察した医者。口は悪いが腕は良い。ルイの余命が1年と告げる。
画家
声 - 田の中勇
シェルブールでルイとシャルが似顔絵を頼んだ画家。
2年前にシモーヌをモデルにして描いた見本の絵を見て、シャルは病院で遭った女性が母シモーヌであることを知る。
ミッチェル
声 - 増岡弘
パリへ発つシャルロットとの記念写真を撮るために侯爵が雇った腕利きの写真師。
マリー・モロー
声 - 信沢三恵子
モロー家の令嬢。非常に冷酷な性格で、元恋人同士であるルイと親しくしているシャルロットを嫌悪し、執拗な嫌がらせをする。そしてカナダへ行き、シャルロットへの当てつけにアンドレ牧場を買い取って別荘を建てようとする。
実はカナダの牧場出身で、生まれてすぐにモロー家の養子として引き取られた。内心では実の両親に会いたいと思っている。
ルイ
声 - 山田俊司
貴族の生活に馴染めない少年。15歳。髪の色がナイトに似ている。
モントバーン家の屋敷を抜け出してカナダへ戻ろうとするシャルを助け、自身もカナダへ渡る。肺病で余命1年の身を押してアラスカへ旅に出るが、その無理が祟り病状が悪化。村長の引き受けを渋っているメルビルを説得し、そのまま息を引き取る。
男
声 - 村越伊知郎
パリに住む俳優。モントバーン家の知り合いである。気落ちした侯爵のためシャルをフランスへ帰そうと、3人の仲間と村で亡霊騒ぎを起こす。

### 動物
スピカ
ケベックの病院の近くでシャルが見つけたハムスター。表情豊かで、物語中の花形。いつもシャルロットの髪の中に隠れているが、所々ひょっこり顔を出す。
フロック
アンドレ牧場で飼っている子羊。シャルと仲良しで、シャルに構ってほしいがために列から離れたり、柵を抜けだしたりする。しかし、頭が良くいざという時には頼りになる。怒るとどんな相手でも容赦なく頭突きする。
ラッキー
アンドレ牧場で飼っている雌牛。シャルがパリにいる間に病気で死んでしまう。

### その他
グレー
声 - 緒方賢一
難破して海に投げ出されたシャルの母シモーヌを助けた密貿易集団の1人。雪まつりの日にシモーヌとシモーヌを迎えに来たナイトを解放しようとするが、雪まつり当日に警察に見つかり全員逮捕されてしまう。
刑事
声 - 田中崇
グレーらの密貿易集団を逮捕した警察官の1人。
ルネ
声 - 白川澄子
シャルとアルベールがパリへ渡る船に乗っていた少年船員。シャルの事情を知り、救命ボートを降ろしてカナダへ帰そうとしてくれるが、ボートの上で寝ていたマテオに見つかり失敗に終わる。
マテオ
声 - 神山卓三
シャルとアルベールがパリへ渡る船のコック長。
12年前、シャルとアンドレがフランスからカナダへ渡る船にも乗り合わせており、その頃のことをよく覚えていた。救命ボートを降ろそうとしていたルネを厳しく叱るが、事情を知りフランス到着後にすぐカナダへ戻る船でシャルを逃がそうと協力してくれる。
婦人
声 - 峰あつ子
シャルとアルベールと同じく1等船室に泊まっていた女性。慌てて甲板へ走るシャルとぶつかり、怪訝に思う。
ボーイ
声 - 小野田英一
1等船室客専用食堂のボーイ。
大男
声 - 田中崇
マテオの知り合いで、シャルがパリへ着いた直後にカナダへ出発する船のコック長。
シャルがアンドレから逃げている最中に偶然ぶつかった。マテオからの手紙をみて事情を知り、シャルを少年の助手に装い船に乗せるが、見つかってしまう。
パーキンス
声 - 田中秀平
シャルロットがパリからカナダへ戻るときに乗った船の船医。手品が得意で、「注射より手品の方が得意」が口癖。
マリーの嫌がらせによりスピカを海へ投げ捨てるよう命令されてしまうが、手品で人々の目を欺き、助けてくれる。毒蛇にかまれ瀕死状態になっているナイトも診察した。
ステラ
ナイトの婚約者。
ナレーション
声 - 坪井章子

## スタッフ
- 企画 - 日本アニメーション
- 監督 - 岡部英二
- 脚本 - 雪室俊一
- キャラクターデザイン - 高橋信也
- 美術設定 - 吉原一輔
- 美術ボード - 大山哲史（第7話 - 第17話、第19話）
- 撮影監督 - 熊瀬哲郎（第1話 - 第17話）、萩原享
- 編集 - 古池東風、上遠野英俊
- 録音監督 - 藤野貞義
- 音楽 - 鈴木宏昌
- プロデューサー - 根来昭
- 制作協力 - トランス・アーツ
- 制作 - 日本アニメーション、朝日放送

## 主題歌
オープニングテーマ - 「若草のシャルロット」
作詞 - 冬杜花代子 / 作曲・編曲 - 鈴木宏昌 / 歌 - かおりくみこ
エンディングテーマ - 「メイフラワー」
作詞 - 冬杜花代子 / 作曲・編曲 - 鈴木宏昌 / 歌 - かおりくみこ、フィーリング・フリー
これらを収録したEPレコードが、日本コロムビアから発売された。

## 各話リスト
| 話数 | サブタイトル           | 絵コンテ   | 作画監督          | 放送日          |
| ---- | ---------------------- | ---------- | ----------------- | --------------- |
| 1    | 誕生日の出来事         | 岡部英二   | 北島信幸          | 1977年 10月29日 |
| 2    | ママなんかいらない     | 吉田浩     | 野沢和夫          | 11月5日         |
| 3    | とんでけ！いやな夢     | 笹木勝     | 富永貞義          | 11月12日        |
| 4    | 胸に光る星スピカ       | 吉田浩     | 水村十司          | 11月19日        |
| 5    | パパは生きている       | うわ三太   | 渋谷哲夫          | 11月26日        |
| 6    | 天国から夢の馬車       | 笹木勝     | 富永貞義          | 12月3日         |
| 7    | 牧場の王女さま         | 吉田浩     | 水村十司          | 12月10日        |
| 8    | 雪のなかのナイト       | こうたつま | 北島信幸          | 12月17日        |
| 9    | クリスマスの手紙       | 吉田浩     | 須田勝            | 12月24日        |
| 10   | 春をよぶ雪まつり       | 吉田浩     | 永木たつひろ      | 1978年 1月7日   |
| 11   | パリからの使者         | 吉田浩     | 富永貞義          | 1月14日         |
| 12   | 大西洋の小さな翼       | 吉田浩     | 水村十司          | 1月21日         |
| 13   | ママに会える日         | 小金井華子 | 須田勝            | 1月28日         |
| 14   | 貴族なんて大きらい     | 吉田浩     | 富永貞義          | 2月4日          |
| 15   | ママに会えた朝         | 岡部英二   | 北島信幸          | 2月11日         |
| 16   | めぐり逢い             | 笹木勝     | 水村十司          | 2月18日         |
| 17   | 75点のしあわせ         | 吉田浩     | 富永貞義          | 2月25日         |
| 18   | 炎のなかの小さな泉     | 熊瀬哲郎   | 西城隆詞          | 3月4日          |
| 19   | パリにさようなら       | 吉田浩     | 水村十司          | 3月11日         |
| 20   | 海の中の小さなまきば   | 笹木勝     | 西城隆詞          | 3月18日         |
| 21   | なつかしのアンドレ牧場 | 岡部英二   | 富永貞義          | 3月25日         |
| 22   | パパの牧場の灯が消える | 吉田浩     | 水村十司          | 4月1日          |
| 23   | はじめての野宿         | 笹木勝     | 水村十司          | 4月8日          |
| 24   | 二つのたたかい         | 吉田浩     | 富永貞義          | 4月15日         |
| 25   | フロックからの便り     | 吉田浩     | 水村十司          | 4月22日         |
| 26   | 夕やけのマリー         | 熊瀬哲郎   | 西城隆詞          | 4月29日         |
| 27   | パパの亡霊             | 吉田浩     | 富永貞義          | 5月6日          |
| 28   | ママが村長に           | 吉田浩     | 水村十司 西城隆詞 | 5月13日         |
| 29   | 花の森の別れ           | 吉田浩     | 水村十司          | 5月20日         |
| 30   | ビューティフル・メイ!! | 吉田浩     | 富永貞義          | 5月27日         |

## 放送局
- 朝日放送（制作局）：土曜 19:00 - 19:30
- 北海道テレビ：土曜 19:00 - 19:30[10]
- 青森放送：金曜 17:00 - 17:30（1978年3月まで）[11] → 木曜 17:30 - 18:00（1978年8月4日最終回、約2か月遅れ[12]）
- 岩手放送：火曜 17:30 - 18:00[13]
- 秋田テレビ：木曜 17:30 - 18:00[14]
- 東日本放送：土曜 19:00 - 19:30[15]
- 福島中央テレビ：水曜 17:00 - 17:30[16]
- テレビ朝日：土曜 19:00 - 19:30
- 新潟放送：火曜 17:30 - 18:00[17]
- 信越放送：木曜 17:00 - 17:30[18]
- 静岡放送：金曜 17:30 - 18:00[19]
- 北日本放送：金曜 17:00 - 17:30[20]（1978年7月14日最終回、1か月半遅れ[12]）
- 北陸放送：火曜 17:30 - 18:00[17]
- 福井テレビ：金曜 17:15 - 17:45[21]
- 名古屋テレビ：土曜 19:00 - 19:30[22]
- 日本海テレビ：月曜 19:00 - 19:30[23]
- 岡山放送：水曜 17:00 - 17:30[24]
- 瀬戸内海放送：土曜 19:00 - 19:30[24]
- 広島ホームテレビ：土曜 19:00 - 19:30[24]
- 南海放送：金曜 16:55 - 17:25[25]
- 九州朝日放送：土曜 19:00 - 19:30[26]
- テレビ長崎：水曜 16:50 - 17:20[27]
- テレビ熊本：月曜 17:30 - 18:00[28]
- テレビ宮崎：水曜 17:55 - 18:25[29]
- 鹿児島テレビ：火曜 17:20 - 17:50[30]

## 漫画版
『ちゃお』（小学館）1978年1月号から6月号にかけて連載された。原作は雪室俊一、作画は時松早苗。

## 商品展開
玩具メーカーのポピーから、主題歌が流れるオルゴール、シャルロットの人形、マスコットキャラのスピカのぬいぐるみが発売された。このうち、スピカのぬいぐるみは人気商品となり、放送終了後の1980年代ころまで発売された。

## 映像ソフト
1996年にバップから、本作の第1話と最終話を収録したVHSビデオソフト『ファースト・ファイナルシリーズ』が発売された。2023年1月27日にベストフィールドからBDが発売される。